# Špišić Bukovica
Špišić Bukovica je općina u Hrvatskoj. Nalazi se u Virovitičko-podravskoj županiji.

## Zemljopis
Općina Špišić Bukovica nalazi se u zapadnom dijelu Virovitičko-podravske županije te je dio Slavonije. Nalazi se na 130 metara nadmorske visine. Kroz općinu prolaze Podravska magistrala i Željeznička pruga Varaždin – Dalj.

Općina se proteže od šumovitih i vinorodnih brežuljaka Bilogore preko rodnih ravničarskih polja, sve do rijeke Drave koja prolazi kroz naselje Okrugljaču. Kroz samo središte općine protječe potok Lendava.
Površina općine iznosi 107 km kvadratnih.

## Stanovništvo
Prema popisu stanovništva iz 2011. godine, općina Špišić Bukovica imala je 4221 stanovnika te 1372 obiteljskih kućanstava raspoređenih u ukupno šest naselja: Špišić Bukovica s Novim Antunovcem (sjedište općine i najveće naselje), Bušetina, Lozan, Vukosavljevica, Rogovac i Okrugljača.
Prema popisu stanovništva iz 2011. godine, naselje Špišić Bukovica imalo je 1686 stanovnika.
| broj stanovnika | 3471  | 3863  | 3904  | 4559  | 5111  | 5617  | 5626  | 6651  | 6873  | 7166  | 7019  | 6122  | 5460  | 4928  | 4733  | 4221  | 3303  |
|                 | 1857. | 1869. | 1880. | 1890. | 1900. | 1910. | 1921. | 1931. | 1948. | 1953. | 1961. | 1971. | 1981. | 1991. | 2001. | 2011. | 2021. |

| broj stanovnika | 1126  | 1361  | 1363  | 1592  | 1747  | 1906  | 1988  | 2222  | 2067  | 2192  | 2293  | 2212  | 2048  | 1866  | 1871  | 1686  | 1346  |
|                 | 1857. | 1869. | 1880. | 1890. | 1900. | 1910. | 1921. | 1931. | 1948. | 1953. | 1961. | 1971. | 1981. | 1991. | 2001. | 2011. | 2021. |

Područje općine nastanjuju uglavnom Hrvati: 4180 stanovnika (99,03 %). Od manjina, zastupljeni su: Srbi 20 stanovnika (0,47 %), Mađari 7 stanovnika (0,17 %), Slovenci 2 stanovnika (0,05 %), Makedonci 2 stanovnika (0,05 %), Bošnjaci 1 stanovnik (0,02 %) te Slovaci 1 stanovnik (0,02 %). Ostale nacionalne manjine zastupljene su s jednim stanovnikom (0,02 %).

## Uprava
Sjedište općine smješteno je u kuriji Špišić na adresi Vinogradska ulica 4. Općinsko vijeće čini 13 članova, a na području općine djeluje 6 mjesnih odbora. Načelnik općine je Hrvoje Miler.

## Povijest
Najstariji arheološki nalazi na području općine datiraju iz vremena neolita. Prilikom iskapanja 1990. godine pronađen je dio nadzemne kuće koja je građena od pletera s nabacanom glinom.

Iz razdoblja kasnog brončanog doba na lokalitetu Mali Zagreb pronađeno je naselje s grobljem i metalurškom radionicom. Špišić Bukovica je bogata nalazištima novca iz vremena Antike, a iz tog razdoblja važna je i rimska magistralna cesta Ptuj – Osijek.

Najstariji naziv za Špišić Bukovicu je Bakwa, mađarska inačica Bukovice. Pretpostavlja se da ime potječe od gustih bilogorskih bukovih šuma. Dva vrlo važna lokaliteta na području nekadašnje Bakwe iz vremena srednjeg vijeka su: Zidine i Gradina. Na Zidinama se nalazio benediktinski samostan, jedan od najstarijih u Hrvatskoj, dok Gradina poznata po lokalnom nazivu Turski grad. Bila je to srednjovjekovna utvrda s osam obrambenih terasa i platoom te zemljanom branom koja je punila veliko akumulacijsko jezero. Lokaliteti su i dan danas dobro očuvani i arheološki neistraženi.

1873. otkriveno je Blago Bušetine. U posudi je pronađen zlatni nakit, osam zlatnika i dvjesto srebrnjaka brojnih rimskih careva od Vespazijana do Galijena. Blago Špišić Bukovice također je sadržavalo denare od Matije Korvina do Ludovika II. ili Ivana Zapolje.

### Župa Špišić Bukovica
Župa Špišić Bukovica spominje se već 1334. godine, a u 14. stoljeću ovdje je bio pavlinski samostan. Sadašnja crkva sv. Ivana Krstitelja sagrađena je 1753. godine, a od 1952. godine župom upravljaju franjevci.

### Habsburška Monarhija
Jedan od važnijih događaja iz vremena Habsburške Monarhije je darivanje posjeda Donje Bukovice od kraljice Marije Terezije podžupanu virovitičkom Antunu Špišiću Japronskom 1748. godine. Nadalje, 1785. Ladislav Špišić upisan je u knjigu plemstva i podigao je dvorac koji je sačuvan do danas. 1812. Stjepan Pejačević kupio je posjed i uredio je dvorac koji je nastanio sa suprugom Marijom. Posmrtni ostaci grofice Marije Pejačević nalaze se u kapelici na groblju u Špišić Bukovici.
1847.  godine otvorena je pučka škola, a 1908.  izgrađena je i blagoslovljena nova zgrada škole koja je u upotrebi i danas.

### Domovinski rat
U jesen 1990. zbog sve intenzivnije prijetnje Jugoslavenske narodne armije i četnika, kreću pripreme bukovačkih domoljuba za obranu obitelji, domova i domovine.

Mnogobrojni mještani Špišić Bukovice dragovoljno su sudjelovali u obrani domovine u sklopu 57. Samostalnog bataljuna, 127. Virovitičke brigade, 19. MPOAD-a te gardijske brigade HV-a, prošavši tako mnoga ratišta i sve značajnije akcije hrvatske vojske: (Otkos, Bljesak, Ljeto 95, Oluja i Maestral).

## Gospodarstvo
Zahvaljujući specifičnom geografskom položaju i povoljnim klimatskim uvjetima, poljoprivreda je jedna od vodećih gospodarskih aktivnosti. Od poljoprivrednih kultura najzastupljenije su industrijske biljke; duhan i šećerna repa, krmno bilje, povrtne kulture - najviše paprika te pšenica i kukuruz u nizinskom dijelu. U bilogorskom dijelu općine zastupljene su vinova loza i voćarske kulture, što omogućuje njegovanje tradicije vinogradarstva, vinarstva i voćarstva na ovom području. Također obronci bilogore bogati su šumama, što pogoduje razvoju lovstva i šumarstva, dok je u nizinskom dijelu rijeka Drava pogodna za ribolov, kao i umjetno jezero na retenciji “Zidine”, koje raspolaže bogatim fondom slatkovodne ribe.

U samom središtu naselja nalazi se tržnica otvorena 2015. godine, a u prošlosti je postojala i valionica pilića koja je prestala s radom 1989. godine.

## Spomenici i znamenitosti
- Crkva svetog Ivana Krstitelja izgrađena 1753. godine, (klasicistički stil)
- Kurija Špišić izgrađena 1785. godine
- Kapelica grofice Marije Pejačević izgrađena na mjesnom groblju 1844. godine
- Spomen kapelica Marije Kraljice mira podignuta 1995. godine u čast poginulim hrvatskim braniteljima Domovinskog rata
- Spomenik Đuri Basaričeku podignut 30. rujna 1928. godine u Okrugljači
- Spomenik poginulim borcima i nevinim žrtvama fašizma za vrijeme Narodno-oslobodilačke borbe od 1941. – 1945. godine, podignut 1952. godine
- Zdenac želja koji datira iz doba plemića Špišić
- Gradina (lokalni naziv Turski grad): Srednjovjekovna utvrda s osam obrambenih terasa i platoom te sačuvanom zemljanom branom koja je punila veliko akumulacijsko jezero

## Poznate osobe
- Renato Mlinarić, glazbenik,  tubist, 2018. godine upisuje prestižnu Glazbenu akademiju u Grazu, Austrija (1998.)
- Dražen Kühn, hrvatski kazališni, televizijski i filmski glumac (1965.)
- Ivan Hiti, profesor, 2013.  godine odlikovan Redom Stjepana Radića (1946.)
- Stjepan Husnjak, sveučilišni profesor, doktor znanosti, agronom (1959.)
- Franjo Lugarić, učitelj, orguljaš, društveni djelatnik (1824. – 1902.)
- Perica Lulić, glazbenik, harmonikaš, osnivač Ansambla Perice Lulića (1933.)
- Željko Škalec, diplomirani ekonomist (1956. – 2010.)
- Mirko Hausknecht, Književnik, Učitelj (1928. – 2002.)
- Vlado Mustač, Franjevac
- Davor Krapac, istaknuti profesor prava i sudac Ustavnog suda RH od 2007. (1947. – 2016.)

## Obrazovanje
- Matična škola
  - Osnovna škola “August Cesarec” Špišić Bukovica

- Područne škole
  - PŠ Vukosavljevica
  - PŠ Lozan
  - PŠ Rogovac
  - PŠ Bušetina
  - PŠ Okrugljača

Pokraj matične škole u samom središtu općine 2009. godine izgrađena je moderna sportska dvorana.
Škola redovito izdaje školski časopis "ŠAC".

## Kultura
Zaštitnik općine je sveti Ivan Krstitelj. Dani općine obilježavaju se tradicionalnim Ivanjskim krijesovima koji se održavaju u parku "Čimen" 23. lipnja uvečer te "Budnicom" i glavnim slavljem "Ivanjem" 24. lipnja ispred društvenog doma u središtu naselja.
Povodom "Ivanja" održavaju se razne manifestacije kao što su: tradicionalna moto alka, folklorni nastupi KUD-ova i smotre folklora, Festival Rock Kulture (FRK), natjecanje u kuhanju paprikaša i degustacija vina, razni sportski turniri, ribolovna i lovačka natjecanja, izložbe itd.
Običaj "Ivanja" prvi put je zabilježen 1757. godine.
U prostorijama kurije Špišić nalazi se muzej prošlosti Špišić Bukovice.
U naselju se također nalazi i djeluje adventistička crkva osnovana 1997. godine.
Kulturne udruge
- KUD "Seljačka sloga" Špišić Bukovica - Osnovano 1934. godine. Njeguje izvorne narodne običaje. Organizira i provodi “Bukovačke susrete folklora” te tradicionalne običaje u sklopu obilježavanja Dana Općine kao što su "Ivanjsko navečer", "Ivanjski krijesovi" i "Budnica". Uspješno sudjeluje na mnogim nastupima diljem Hrvatske i inozemstva.
- KUD “Radost” Vukosavljevica
- Društvo žena "Bukovčanke"
- KUU "Graničar" Okrugljača
- Udruga "Škrinja Bušetine"
- Udruga vinogradara i voćara “Sv. Ivan” Špišić Bukovica - 2017. godine uz pomoć Općine izgradila Vidikovac i edukacijski centar „Sveti Ivan“ na vrhu "Staroivanskog brega" u bukovačkim vinogradima.
- Udruga umirovljenika Špišić Bukovica
- Udruga branitelja općine Špišić Bukovice
- Savjet mladih

## Šport
Na području Špišić Bukovice djeluje više sportskih udruga od kojih su: četiri nogometna kluba, rukometni klub, šahovski klub, moto klub, dva ribička društva te društvo "Sport za sve" koje uspješno sudjeluje na natjecanjima u starim sportovima. Kroz općinu prolazi transeuropska biciklistička ruta „Drava4Enjoy“, nastala kao rezultat  prekogranične suradnje mađarskih i hrvatskih partnera, na kojoj je 2018. godine izgrađeno biciklističko odmorište u središtu naselja.
Sportske udruge
- ŠRD "Lendava" Špišić Bukovica - Koristi i održava umjetno jezero na retenciji “Zidine” u Špišić Bukovici, na kojem ujedno i djeluje.
- ŠRK "Linjak" Okrugljača
- Moto - klub "Alka" Špišić Bukovica - Osnovan 1987. godine. Promiče motosport te organizira i provodi: tradicionalnu moto alku, moto susrete i alku za osobe s invaliditetom. Klub je također poznat i po humanitarnom radu.
- NK "Graničar" Okrugljača
- HNK "Mladost" Vukosavljevica
- NK "Bušetina 1947"
- NK "Bilogora 1947"
- MNK "Hogar Strašni" Špišić Bukovica
- RK "Mladost" Špišić Bukovica
- Šahovski klub Špišić Bukovica
- Konjička udruga "Graničari" Okrugljača
- Udruga sportske rekreacije "Sport za sve" "Mladost" Vukosavljevica
- LU "Fazan" Špišić Bukovica
- Karate klub Špišić Bukovica
- Vatrogasna zajednica općine Špišić Bukovica
- DVD Špišić Bukovica - Osnovano 1884. godine
- DVD Vukosavljevica - Osnovano 1926. godine
- DVD Okrugljača - Osnovano 1949. godine

## Galerija
- Jezero "Zidine" u Špišić Bukovici
- Ulaz u Špišić Bukovicu i pogled na crkvu sv. Ivana Krstitelja
- Potok "Lendava" u Špišić Bukovici
- Vidikovac i edukacijski centar „Sveti Ivan“ na vrhu "Staroivanskog brega" u bukovačkim vinogradima
- Pogled s vidikovca "Sveti Ivan" prema bukovačkim vinogradima
- Stoljetna lipa u središtu Špišić Bukovice
- Župna crkva svetog Ivana Krstitelja u središtu Špišić Bukovice
- Dvorac kurija Špišić
- Stara zgrada osnovne škole "August Cesarec" u kojoj se i danas održava nastava
- Društveni dom u Špišić Bukovici
- Spomenik poginulim borcima i nevinim žrtvama fašizma za vrijeme Narodno-oslobodilačke borbe od 1941. - 1945. godine, podignut 1952. godine
- "Zdenac želja" koji datira iz doba plemića Špišić
- Vatrogasni dom DVD-a Špišić Bukovica
- Željeznički kolodvor Špišić Bukovica na pruzi Varaždin - Dalj
- Kršćanska adventistička crkva u Špišić Bukovici osnovana 1997. godine

## Vanjske poveznice
- Službene stranice Općine Špišić Bukovica
- Službene stranice Virovitičko-podravske županije
- Službene stranice Turističke zajednice Virovitičko-podravske županije